# Variace na Haydnovo téma
Variace na Haydnovo téma B-dur, Op. 56a/b je hudební dílo německého hudebního skladatele Johannesa Brahmse.

## Vznik
Skladatel dílo složil v roce 1873 na břehu Starnberského jezera blízko Mnichova. Kromě orchestrální verze vytvořil zároveň zápis i pro dva klavíry, tak aby dílo mohl přehrát s Klárou Schumannovou, jejíž názory na jeho kompozice ho vždy velmi zajímaly. Obě verze poté nechal vydat pod jedním opusovým číslem. Brahms už měl tehdy za sebou průlomový skladatelský úspěch s Německým rekviem, avšak s orchestrálními díly ještě neměl příliš velké zkušenosti - všechny symfonie na svůj zrod tehdy ještě teprve čekaly. Očekávaná premiéra díla v listopadu 1873 ve Vídni ale zaznamenala tak výrazný úspěch, jakého se Brahms nedočkal při většině svých pozdějších, klíčových orchestrálních děl. Skladatel si tak získal přízeň publika ve městě, ve kterém se usadil a žil až do své smrti.

## Charakteristika
Základní téma díla má název Chorál svatého Antonína a jedná se o druhou větu Divertimenta č. 2, které Brahmsovi ukázal Ferdinand Pohl, knihovník vídeňské filharmonie, který v té době pracoval na Haydnově životopisu. Brahmsovi se melodie tak zalíbila, že si ji hned zapsal do notového zápisníku a později ji použil jako ústřední motiv variací. Ačkoliv hudební historikové dnes zpochybňují Haydnovo autorství a skladbu připisují spíše Haydnovu žáku Ignácovi Pleyelovi, skladba je uváděna pod původním názvem. U Brahmse nešlo o první pokus zvládnutí variační formy, už před tímto dílem vydal několik variací pro sólový klavír. Z korespondence s Josephem Joachimem však vyplývá, že s nimi nebyl úplně spokojen. Měl pocit, že se příliš zaměřuje na variace melodické linky, zatím co jeho snem bylo zkomponovat variace, ve kterých by sa mu podařilo uchopit podstatu tématu, tak jako to viděl v dílech velkých předchůdců - Bacha a Beethovena. Jeho sebekritika nakonec přinesla ovoce, Variace na Haydnovo téma jsou odborníky považovány za nejdokonalejší cyklus symfonických variací, jaký byl kdy napsán.

## Opis
Na úvod díla zaznívá bez introdukce přímo základní téma, Chorál svatého Antonína. Protože byl původně napsán jen pro dechové nástroje, Brahms přidal smyčcové nástroje, avšak udělal to šetrně, aby vynikl původní klasicistický charakter skladby. V první variaci využil jednoduchou harmonickou a rytmickou esenci tématu, kterou svěřil dechovým nástrojům, zatím co smyčcové nástroje na pozadí rozvíjejí složitější kontrapunktickou melodii. Ve druhé variaci Brahms moduloval do molové tóniny a přinesl bouřlivou náladu. Následující variace je naopak pokojně plynoucí melodie využívající tentokrát dialog sólových dechových nástrojů a orchestru. Vedoucí postavení si zachovávají dechové nástroje i na začátku čtvrté variace, přičemž smyčcové nástroje vytvářejí kontrapunktický doprovod. Ten však postupně nabírá na intenzitě v porovnání se stagnační melodií dechových nástrojů, takže hranice mezi hlavní linií a doprovodem se stírají. Pátá variace je živým scherzem které vede k šesté variaci stejného tempa a taktéž tanečního charakteru. Druhá část této variace ve své mohutnosti vytváří jakési epicentrum celého díla. Sedmá variace ve valčíkovém rytmu je zase kontrastně klidná, s povznášející pastorální náladou. Osmá variace je rychlá, s odvozenými krátkými motivy, je však bez výrazné melodické opory, čímž vytváří prostor pro závěrečné finále. V něm Brahms své mistrovství využil naplno v barokní formě passacaglia, kde na opakujícím se basovém doprovodu postupně provádí po expozici tématu 17 kratičkých variací, které jsou tak vlastně variacemi na variaci základního tématu. V závěru je zreprízováno původní téma, avšak v skladatelově obohacené úpravě s trianglem a rozvinutým houslovým partem. Hudba se na okamžik ztiší, vzápětí je však monumentálně (ačkoliv nepříliš rozsáhle) cyklus uzavřen rychlým během a závěrečnými mohutnými akordy.

## Vybrané nahrávky
- Wilhelm Furtwängler, Vienna Philharmonic Orchestra
- John Barbirolli, Vienna Philharmonic Orchestra
- Carlo Maria Giulini, Vienna Philharmonic Orchestra
- Christoph von Dohnányi, Cleveland Orchestra
- Bruno Walter, Columbia Symphony Orchestra

## Zvukové ukázky
Verze pro dva klavíry v podání Neala a Nancy O'Doanových.
- Téma a variácie I - III
- Variácia IV
- Variácie V a VI
- Variácia VII
- Variácia VIII a Finale